# Geoffrey Smith
Geoffrey Smith (31 december 1928 - 28 februari 2009) was een Engels tuinier en tv-presentator. Hij was van 1980 tot 1982  presentator van het bekende Gardeners World van de BBC. Hij presenteerde ook verschillende andere tuinprogramma's op de BBC.
Smith studeerde aan het Yorkshire College of Agriculture and Horticulture en werd hoofdconservator van de Northern Horticultural Society Gardens en van de Harlow Carr-tuinen in Harrogate, waar hij planten kweekte, waarvan specialisten meenden dat zij niet konden gedijen op het noordelijk halfrond. Hij schreef ook vele bijdragen in verscheidene tuinmagazines en een aantal veel verspreide tuinboeken, zoals Mr Smith's Flower Garden, Gardening (Sure & Simple), A Passion for Plants, The Book of Primroses, Shrubs and Small Trees for Your Garden en The Joy of Wildlife Gardening.
- Bibliothèque nationale de France: cb126397575 (data)
- International Standard Name Identifier: 0000 0003 5502 6569
- Library of Congress Control Number: n88168295
- Nederlandse Thesaurus van Auteursnamen: 071711155
- Virtual International Authority File: 73974055
- WorldCat: E39PBJjCRJX3XPwQq34mX37PwC